# Exechia brachiata
Exechia brachiata (лат.) — вид грибных комаров рода Exechia.

## Распространение
Афротропика: Мадагаскар. 

## Описание
Грибные комары мелких размеров со стройным телосложением. Самец (самки неизвестны): длина тела 3,2 мм. Длина крыла 2,5 мм. Голова и лицо тёмно-коричневые; наличник коричневый; лабеллум и пальпус жёлтые. Усики со скапусом и педицелем жёлтые; жгутик бурый, с первым бледно-коричневым флагелломером. Грудь со щитком и боковыми склеритами коричневые; проплевра бледно-коричневая; жужжальцы беловато-жёлтые, на вершине немного темнее. Ноги беловато-жёлтые. Брюшко тёмно-коричневое, на II—III тергитах имеется жёлтое по бокам поле. В крыльях жилка Sc свободная, жилки M3+4 и Cu1 образуют короткую вилку. Личинки, предположительно, как у близких видов, развиваются в агариковых грибах.

## Систематика
Вид был впервые описан в 2021 году норвежскими энтомологом Jon Peder Lindemann, Geir Søli (The Arctic University of Norway, Тромсё, Норвегия) Jostein Kjærandsen (Natural History Museum, Осло). Включён в состав видовой группы Exechia parva group (триба Exechiini из номинативного подсемейства Mycetophilinae). От всех видов группы E. parva отличается наличием дорсальной ветви гоностиля с удлиненной и узкой базо-внутренней лопастью, идущей под почти прямым углом и изгибающейся дистально, внутренняя ветвь гоностиля на вершине трехлопастная, медиальные ветви гоностиля двулопастные и гипандрий с рядом 4 крупных щетинок.